# Canton de Viroflay
Le canton de Viroflay est une ancienne division administrative française, située dans le département des Yvelines et la région Île-de-France.

## Histoire
- Avant 1967, Viroflay appartenait au canton de Versailles-Nord (département de Seine-et-Oise).

- Canton créé en 1967, lors de la création du département des Yvelines, décret du 20 juillet 1967.

- En 1976, le canton est modifié (création du canton de Vélizy-Villacoublay) décret du 15 janvier 1976.

- En 2015, il disparait.

## Composition
Depuis 1976, le canton de Viroflay se confondait avec la commune de  : 
- Viroflay : 15 211 habitants (chef-lieu de canton),

## Représentation
| Période | Période | Identité              | Étiquette                 | Qualité                                                                                   |
| ------- | ------- | --------------------- | ------------------------- | ----------------------------------------------------------------------------------------- |
| 1967    | 1976    | Robert Renaud         | RI                        | Adjoint au maire de Versailles                                                            |
| 1976    | 2008    | Gérard-Charles Martin | CD puis UDF-Rad. puis DVD | Attaché d'administration Maire de Viroflay (1971-2005)                                    |
| 2008    | 2015    | Olivier Lebrun        | UMP                       | Expert-comptable Maire de Viroflay depuis 2005 Elu en 2015 dans le Canton de Versailles-2 |

## Démographie
| 1968   | 1975   | 1982   | 1990   | 1999   | 2006   | 2011   | 2012   |
| ------ | ------ | ------ | ------ | ------ | ------ | ------ | ------ |
| 16 352 | 15 696 | 14 074 | 14 689 | 15 211 | 16 064 | 15 723 | 15 678 |